# Prosopoeme nigripes
Prosopoeme nigripes là một loài bọ cánh cứng trong họ Cerambycidae.